# Maunatlala
Maunatlala – wieś w Botswanie w dystrykcie Central. Według spisu ludności z 2011 roku wieś liczyła 4552 mieszkańców.